# Muzej Granet
Musée Granet  je muzej v četrti Mazarin v Aix-en-Provence v Franciji. Posvečen je  slikarstvu, kiparstvu in arheologiji. Leta 2014 je muzej obiskalo 199.353 obiskovalcev.

## Zgodovina
Muzej je bil ustanovljen leta 1765 . Osnova za to je bila zbirka starin Faurisa de Saint-Vincenta. Od 19. stoletja je muzej nameščen v prostorih  Malteškega viteškega reda, ki so bili zgrajeni leta 1671 na mestu cerkve Saint-Jean-de-Malte v četrti Mazarin. Ustanovitev leta 1838 je bila pod imenom Musée d'Aix.
Leta 1849 je zbirko starin dopolnila zapuščina slikarja Françoisa Mariusa Graneta (1775–1849),  Ingresovega prijatelja, ki je vse umetnine, ki jih ima v lasti, podaril svojemu rojstnemu kraju Aix. Po njegovi volji je bilo Louvru dano 200 del. Zbirko je dopolnilo več ustanov: Jean-Baptiste de Bourguignon de Fabregoules je na primer muzeju podaril 800 umetniških del.
Granetovo krilo je bilo zgrajeno leta 1860. Leta 1870 je sledila druga zgradba, tretja leta 1900, kompleks pa je bil dokončan okoli leta 1940.
Leta 1949, ob Granetovi 100-letnici smrti, se je muzej preimenoval in od takrat nosi njegovo ime.
Leta 1984 je osem primerov Cézannovih slik trajno posojenih iz Pariza v Musée Granet. Do takrat mesto ni imelo niti ene slike tega pomembnega umetnika iz Aixa.
Pomembna sodobna umetniška dela izvirajo iz anonimne fundacije leta 2000, ki je razstavljena pod imenom De Cézanne à Giacometti.
Začasna razstava Picasso - Cézanne je bila na ogled do 27. septembra 2009. 

## Stalna zbirka
Pred mednarodno razstavo leta 2006, ki je obeležila stoletnico Cézannove smrti, je muzej doživela pomembno obnovo in reorganizacijo . Zaradi pomanjkanja prostora bo velika arheološka zbirka, vključno z mnogimi nedavnimi odkritji, razstavljena v novem muzeju, še v fazi načrtovanja. V muzeju so glavne slike Jean-Dominique Ingresa (med njimi monumentalna Jupiter in Tetis), avtentični Rembrandtov Avtoportret in dela Anthonyja van Dycka, Paula Cézanna, Alberta Giacomettija in Nicolasa de Staëla.

## Planque zbirka
Junija 2011 se je na Musée Granetu odprl prvi del zbirke Fondacije Jean et Suzanne Planque, ki vsebuje več kot 180 umetnin. Ta zapuščina švicarskega slikarja, prodajalca in zbiralca umetnin, Jeana Planqua, osebnega prijatelja Pabla Picassa, je mestu podarjena v začetnem obdobju 15 let. Zbirka vsebuje več kot 300 umetniških del, vključno s slikami in risbami Degasa, Renoirja. Gauguina, Monet, Cézanna, Van Gogha, Picassa, Pierra Bonnarda, Paula Kleeja, Fernanda Légerja, Giacomettija in Dubuffeta. Celotna zbirka je shranjena v posebej zgrajenem prizidku v Chapelle des Pénitents Blancs, ki je v bližini.
Chapelle des Pénitents Blancs des Carmes je sicer od leta 1992 zgodovinski spomenik.

## Galerija
- Jean Auguste Dominique Ingres: Portret François Marius Granet, donator osrednje zbirke muzeja
- François Marius Granet: Nabiranje buč na Malvalatu
- Jean Auguste Dominique Ingres: ‘’Jupiter in Tetis’’
- Paul Cézanne: ‘’Portret Marie-Hortense Fiquet’’, umetnikova žena, 1885-1887
- Skulpture odsekanih glav iz predrimskih keltsko-ligurskih naselij Entremont, severno od Aixa